# Squalus acanthias
Lo spinarolo (Squalus acanthias) è un pesce d'acqua salata appartenente alla famiglia Squalidae.

## Distribuzione e habitat
Questa specie è diffusa nelle zone costiere dei mari temperati (normalmente con temperature pari e inferiori a 15 °C) di tutto il mondo. 

Vive sui fondali, spesso anche sopra  i 200 metri di profondità, ma può scendere eccezionalmente fino a 1500 metri.

## Descrizione

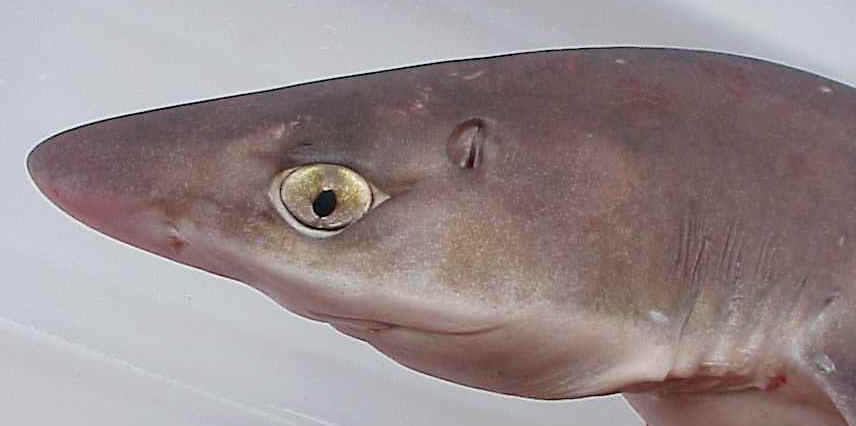
Spinarolo

È uno squalo dal corpo molto squalato , ma con un profilo ventrale pronunciato. Gli occhi sono ben sviluppati. La bocca è larga e i denti delle due mascelle sono piuttosto simili. Lento nuotatore, deve il suo nome alle due pinne dorsali spinate, che vengono usate a scopo difensivo per infliggere dolorose ferite. La pinna caudale è caratterizzata da una chiglia laterale e da una fossetta dorsale. La colorazione è grigiastra con macchie bianche su fianchi.
Le dimensioni medie oscillano tra un metro ed un massimo di un metro e sessanta, con un peso (per gli esemplari adulti) che va oltre i 9 kg.

## Etologia
Si muove spesso in branchi composti da esemplari di un solo sesso ma anche in gruppi suddivisi per grandezza o età.

## Riproduzione
Lo spinarolo è ovoviviparo. La femmina partorisce piccoli già formati ed indipendenti dopo una gestazione molto lunga, che dura all'incirca due anni.

## Alimentazione
Lo spinarolo si nutre prevalentemente di pesci come merluzzi e aringhe, nonché di invertebrati come krill e molluschi.